# South Pass
A South Pass (magassága 2259 m és 2300 m) az amerikai kontinentális választóvonalon, a Sziklás-hegységben, Wyoming délnyugati részén található két hágó gyűjtőneve. Egy széles, 56 km széles magas régióban fekszik, az északi, közel 4300 m magas Wind River Range és a déli, több mint 2600 m magas Oregon Buttes és a száraz, sós, majdnem járhatatlan Great Divide Basin között. A hágó Fremont megye délnyugati részén fekszik, Landertől mintegy 56 km-re délnyugatra.
Bár megközelíti a másfél mérföldes magasságot, a South Pass a legalacsonyabb pont a Középső és a Déli Sziklás-hegység közötti kontinentális választóvonalon. A hágók a Sziklás-hegység természetes átkelőhelyét képezik. A történelmi hágó a 19. században az Oregon és a mormon trail nyugatra vezető útvonalán helyezkedett el, így a kivándorlók fontos útvonalává vált. A hágót 1961. január 20-án az Amerikai Egyesült Államok nemzeti történelmi emlékhellyé nyilvánította.